# Lucius Aemilius Sullectinus
Lucius Aemilius Sullectinus war ein im 2. Jahrhundert n. Chr. lebender Angehöriger des römischen Ritterstandes (Eques). In einem Militärdiplom wird sein Name als Aemilius Sulleptinus angegeben.
Durch ein Diplom, das auf den 20. Dezember 202 datiert ist, ist belegt, dass Sullectinus 202 Präfekt der in Ravenna stationierten römischen Flotte (classis praetoria Ravennas) war.
In Lugudunum, dem heutigen Lyon, ließ er eine Weihinschrift für Minerva errichten. Durch eine weitere Inschrift ist ein Quästor der Provinz Macedonia mit dem Namen Aemilius Sullectinus belegt, bei dem es sich um den Sohn des Präfekten handeln dürfte.